# Rebecca Blumenstein
Rebecca Blumenstein é uma jornalista e editora de jornal. Ela foi nomeada presidente da NBC News em 10 de janeiro de 2023. Antes disso, trabalhou na redação do The New York Times.

## Biografia
Blumenstein começou sua carreira no The Tampa Tribune, contribuindo posteriormente para a Gannett Company e Newsday. Começou a trabalhar no The Wall Street Journal em 1995, como repórter correspondente de Detroit, cobrindo noticiários acerca da General Motors. Em seguida, no ano de 2005, começou a cobrir noticiários sobre a China. Em janeiro de 2013, tornou-se editora-adjunta do The Wall Street Journal. Depois de mais de duas décadas no The Wall Street Journal, Blumenstein entrou para a equipe do The New York Times como editora administrativa adjunta, em fevereiro de 2017. A entrada no jornal fez com que Blumenstein se tornasse a mulher de mais alto nível presente na redação.
Ao longo de sua carreira, fez coberturas envolvendo a General Motors, Detroit, AT&T, WorldCom, a legislatura de Nova Iorque e a fusão da indústria comercial nos Estados Unidos. Em 1993, recebeu o prêmio New York Newswomen's Award devido à cobertura feita sobre o tiroteio na Long Island Rail Road. Em 2003, sua equipe recebeu o prêmio Gerald Loeb Award devido à cobertura sobre a WorldCom. Em 2007, sua equipe recebeu o prêmio Prémio Pulitzer de Reportagem Internacional na China. Em 2009, foi nomeada como Henry Crown Fellowship pelo Aspen Institute.